# Односи Црне Горе и Русије
Односи Црне Горе и Русије су инострани односи Црне Горе и Руске Федерације.

## Историја односа
Богата историја Црне Горе и Руске Федерације датира од 18. вијека. Руске дипломате су 1711. године посјетиле црногорског митрополита Данила I Петровића – Његоша и предали му посланицу руског цара Петра I са приједлогом да заједно ратују против Турске, што је Црна Гора прихватила. У историји двије земље 1711. се обиљежава као година званичног успостављања политичких односа, па је током 2011. свечано обиљежено 300 година од успостављања политичких контаката.
Године 1715. митрополит Данило је боравио у Русији гдје га је примио и цар Петар Велики. Митрополит је затражио да цар узме у заштиту Црну Гору и да је политички и материјално помогне. Цар је одредио да се Црној Гори поклони 10.000 рубаља, као и да се Цетињском манастиру сваке друге године исплаћује 500 рубаља. Недуго након владичине посјете Русији долази до слабљења руског интересовања за Балкан, а тиме и до замирања црногорско-руских веза.

### Црна Гора под руском заштитом
Црногорско-руски односи постали су интензивнији за вријеме политичког дјеловања митрополита Василија Петровића Његоша (1744-1766). Митрополит Василије је три пута одлазио у Русију. У свим овим контактима митрополит је тражио да Русија узме Црну Гору под своју заштиту, као и да помогне да се изграде институције државне власти. Након повратка из Русије митрополит Василије је убјеђивао Црногорце да не треба да плаћају харач Турцима, јер су они руски штићеници над којима султан нема никакве власти. Владичино убјеђивање дало је резултата, па су Црногорци на Општем збору 1755. године одбили да Турцима дају харач. Ово одбијање убрзо је резултирало великим турским походом на Црну Гору (1756). Пред турском опасношћу, митрополит Василије је упутио молбу руској царици да на Порти интервенише у корист Црне Горе. Руска влада је тада, по први пут, узела у заштиту Црну Гору. Године 1757. по налогу руске царице, митрополит Василије је добио помоћ од 15.000 рубаља за успостављање власти у земљи и 1.000 златних цекина као помоћ црногорском народу.

### Шћепан Мали
Човјек непознатог поријекла, познат као цар Шћепан Мали, владао је Црном Гором од 1767. до 1773, представљајући се као руски цар Петар III Романов.

### Период Петра I Петровића Његоша
Почетком 19. вијека долази до кризе у црногорско-руским односима када до руског двора долазе гласине о тајним односима црногорског митрополита Петра I са Французима. Октобра 1803. године Свети Синод упућује писмо владици Петру I препоручујући му да се повуче са митрополитске позиције, а Црногорцима да изаберу новог првосвештеника. Јула 1804. године са црногорског Збора упућено је писмо руском цару којим Црногорци одбацују оптужбе против митрополита, сматрајући да је ријеч о најобичнијим сплеткама. Наредне године односи су били сасвим изглађени. На Цетиње је марта 1805. године дошао руски изасланик Стефан Санковски, који је донио Црногорцима грамату којом цар потврђује своју благонаклоност према Црној Гори. Поред грамате, Санковски је донио и новчану помоћ од 3.000 дуката.
1806. Котор су заузели Црногорци и руске снаге Дмитрија Сењавина. По Тилзитском миру јула 1807. Котор је предат Француској.

### Црна Гора и цар Николај I
Цар Николај је 1828. године одговарајући на молбу владике Петра I, донио одлуку да се исплате све заостале субвенције од 1825. године, да се владици исплаћује пензија од 300 дуката и да се за издржавање црногорског правитељства исплаћује 1.000 дуката годишње.
Потпуну оданост Русији показивао је и Петар II насљедник митрополита Петра I Петровића Његоша. Већ у децембру 1830. године руска влада је одлучила да помогне изградњу органа државне власти у Црној Гори. Током маја 1837. митрополит Петар II је боравио у Русији гдје је поред осталог, био позван у аудијенцију код цара, који је одлучио да се годишња помоћ Црној Гори увећа са 1.000 на 9.000 дуката. То је била значајна свота, сасвим довољна за издржавање органа државне власти у Црној Гори.
Када је дошло до промјене на црногорском пријестолу, цар Николај је јуна 1852. године примио књаза Данила у званичну аудијенцију и том приликом му лично саопштио подршку проглашењу Црне Горе за књажевину, а Данила за књаза. Свој заштитнички став према Црној Гори руска влада је показала и у вријеме заоштравања црногорско-турских односа и рата 1852/53 године.

#### Погоршавање односа
Након 1855. Русија није благонаклоно гледала на акцију књаза Данила за регулисање односа с Портом, коју је књаз водио уз помоћ француске дипломатије, али ни црногорски владар није био задовољан држањем Русије на Париском конгресу. Црногорско-руски односи су додатно погоршани због отворене подршке руског конзула у Дубровнику, књажевим противницима који су као емигранти живјели на аустријској територији. Крајем 1856. руски конзул добија инструкције да буде спреман за повлачење крајњег потеза - насилног свргавања књаза Данила, уколико се ниједан други начин за успостављање потпуне руске доминације над Црном Гором не покаже дјелотворан. До извјесног побољшања у односима између Црне Горе и Русије дошло је тек крајем 1857. године, што је једним дијелом посљедица руско-француског приближавања након састанка два цара у Штутгарту.

### Период Николе I Петровића Његоша
Спремност да помогне Црну Гору и њену политичку борбу, Русија је исказивала и првих година владавине књаза Николе (1860-1918). Приликом избијања црногорско-турског рата 1862. године Русија је свим силама радила да обустави турски поход. Руска влада захтијевала је потпуну обуставу војних дејстава против Црне Горе. Када су руски захтјев подржале и остале велике силе, Омер-пашин поход према Цетињу је заустављен.
Књаз Никола је почетком 1869. године боравио у Петрограду што је утицало на повећање руске материјалне помоћи. Захваљујући новчаној помоћи руске владе и руског Светог Синода, у Црној Гори је установљена средња школа - Цетињска богословија и Дјевојачки институт. Руска подршка била је од велике важности у вријеме Велике источне кризе 1875. као и црногорско-турског рата 1876-1878 када се Русија залагала да Црна Гора добије знатно територијално проширење.

#### После Берлиског конгреса
Царска Русија је у Књажевини Црној Гори имала своје дипломатске представнике од 1878. године. Руски дипломатски представници били су блиски са црногорским Двором и одржавали су редовне контакте са црногорском Владом.
И посљедњих деценија 19. вијека Русија је била један од финансијских стубова црногорске државе. Руску субвенцију добијао је Двор, Богословија, Дјевојачки институт, Болница Данило I, црногорска војска, министарство финансија. Русија је већ 1879. године дала Црној Гори помоћ од милион круна за куповину жита, нешто више од милион круна за измиривање дугова аустријским банкама, а 1882. два милиона круна за куповину топова.
Године 1889. отписани су и црногорски дугови петроградским банкама, док је јавна руска субвенција Црној Гори повећана са 46.000 на 100.000 рубаља. Русија је од 1896. давала новац за издржавање црногорске војске (82.000 рубаља). Од 1895. до 1905. Русија је поклонила Црној Гори 60.000 пушака, 25.000 револвера и 26 милиона метака.
Почетком 20. вијека руска финансијска помоћ Црној Гори је значајно повећана. Од 1903. јавна субвенција је са 100.000 рубаља повећана на 500.000 рубаља, а помоћ за војску је увећана са 82.000 на 330.000 рубаља.

#### Почетак 20. вијека
До промјена у црногорско-руским односима долази почетком 20. вијека. Од тог времена Русија показује све више неповјерења према црногорском суверену, приговарајући му политичку дволичност и непоузданост због, како је тврдио руски војни агент у Црној Гори, повишене љубазности књаза према Италији и Аустроугарској. Руска влада је од 1903. сматрала да јој црногорски владар није потребан као раније, јер је повратком Карађорђевића у Србију, она добила много важнијег савезника на Балкану.
Књаз Никола је посетио Русију 1908.

##### Војна конвенција између Црне Горе и Русије 1910.
Русија и Црна Гора склопиле су тајни споразум 17. новембра 1910. Потписали су га министар војни Црне Горе, Иво Ђуровић на Цетињу и Владимир Александрович Сухомлинов у Санкт Петербургу. По својој суштини, овај уговор је био нарочито значајан за предстојеће наоружање црногорске војске. Руска влада се обавезала да ће црногорској војсци обезбедити опрему, наоружање, медицински материјал, а новчано помагати и буџет Црне Горе. Са друге стране, ни један војни поступак Цетиња није се смео предузети без претходног знања царске владе. Црна Гора се обавезала да на позив Русије стави своје војне снаге на располагање царској војсци (чл. 7). У време рата у црногорској војсци борави руски генерал у својству начелника штаба, док је Краљ и даље врховни командант Армије. Овакве одредбе уговора нарушавале су извесној мери интегритет и суверенитет Црне Горе. Споразум је требало да у потпуности изглади односе Црне Горе са Русијом, који су теком претходних година били променљиви.

##### Балкански ратови
Када је 1913. године, успјешним завршетком Балканског рата, с дневног реда скинуто питање Турске, став Русије према црногорској држави из основа се промијенио. Руским интересима на Балкану сада је највише одговарала моћна словенска држава која ће представљати пандан аустријском експанзионизму. Овакав однос према Црној Гори ће трајати све до револуције у Русији.
1918. Црна Гора де факто престаје постојати и постаје дио Србије односно Краљевине СХС. Послије стварања југословенске државе Црна Гора као само једна од њених области није имала своју дипломатију, и све везе између Црне Горе и Русије развијале су се у оквиру совјетско-југословенске сарадње.

### Односи Црне Горе и Руске Федерације
Црна Гора је приступила НАТО пакту 2017.

## Билатерални односи
Русија је званично признала Црну Гору 12. јуна 2006. године. Дипломатски односи између двије државе успостављени су 26. јуна 2006. године. Генерални конзулат Русије у Подгорици трансформисан је у Амбасаду Руске Федерације у Црној Гори 1. јануара 2007. године.
Без обзира што је Црна Гора као стратешке циљеве и приоритете своје спољне политике означила учлањење у Европску унију и НАТО алијансу, остала је одлучна да са Русијом задржи традиционално добре и пријатељске односе, поспјешујући трговину, економску, научно-техничку и културну сарадњу. Министар иностраних послова Русије Сергеј Лавров је у званичној посјети Црној Гори 2011. године изјавио да Русија снажно подржава европске интеграције Црне Горе, те да њена намјера за интеграцију у НАТО не може утицати на изузетно блиске пријатељске односе двије државе.

### Захлађење односа
Влада Црне Горе је отворено подржала санкције ЕУ и САД против Русије због кризе у Украјини 2014. Русија је прогласила једногодишњу забрану увоза одређених пољопривредних производа из земаља које су јој увеле санкције или су им се придружиле, а на удару се нашла и Црна Гора, која је подржала санкције уведене Москви због сукоба у Украјини. Русија је додатно најавила да ће смањити број чартер летова за Црну Гору и на тај начин вишеструко смањити број грађана Русије који одмарају у Црној Гори, преоријентишући их на Крим и у љетовалишта на Црном мору.
Након што је Црна Гора 2015. године званично добила позив за пуноправно чланство у НАТО, Руска Дума усвојила је изјаву којом се успротивила уласку Црне Горе у НАТО, упозоравајући да то може имати негативне тенденције у области туризма, инвестиција и економске сарадње Русије и Црне Горе.

### Економски односи
Одмах по обнови државности, прилив руског приватног капитала у Црну Гору енормно је порастао. Црна Гора је за руске инвестиције била атрактивна на плану индустрије и некретнина пошто је постала једна од омиљених туристичких дестинација. Значајно је порастао и број руских компанија које су покренуле бизнис у Црној Гори, а руски грађани су, током првих пет година црногорске независности, покуповали бројне некретнине на Црногорском приморју и унутрашњости Црне Горе.

#### Туризам
У 2014. Црну Гору је посјетило 318 375 туриста из Русије, који су остварили 2 581 349 ноћења.
У 2013. Црну Гору је посјетило 300 177 туриста из Русије, који су остварили 2 367 000 ноћења.
У 2012. Црну Гору је посјетило 243 647 туриста из Русије, који су остварили 1 988 533 ноћења.
У 2011. години у Црној Гори боравило је 244 924 туриста из Русије, који су остварили 1 791 616 ноћења.
У 2010. години у Црној Гори боравило је 150 194 туриста из Русије, који су остварили 1 217 978 ноћења.
У 2009. години у Црној Гори боравило је 146 000 руских туриста, који су остварили 1 100 000 ноћења.

## Дипломатски представници

#### У Москви
Амбасада Црне Горе у Руској Федерацији покрива Бјелорусију и Казахстан.
- Зоран Јоцовић, амбасадор, 2012. -
- Слободан Бацковић, амбасадор, 2008—2011.

#### У Подгорици
- Сергеј Грицај, амбасадор, од 2015. (ру)
- Андреј Нестеренко, амбасадор, 2011—2015. (ру)
- Јаков Герасимов, амбасадор, 2007—2011. (ру)

#### Код црногорске владе у егзилу
- Лав Велимирович Иславин, 1916—1919.[15]

#### У Цетињу
- Никола Обровски, 1916.
- Александар Гирс, посланик, 1912—1916. (ру)
- Сергеј Арсењев, посланик, 1910—1912. (ру)
- Дјаченко, посланик, 1909—1910.[15]
- К. А. Губастов, 1897—1900. (ру)
- К. Е. Аргиропуло, 1884—1897. (ру)
- А. И. Којандер, 1883—1884. (ру)
- А. С. Јонин, 1878—1883. (ру)[16]

## Занимљивости
Руски цар Александар II поклонио је књазу Николи мали параброд зван Славјанин, приликом бечке изложбе 1873.
Према попису становништва урађеном у Црној Гори 2023. године, у држави се 12.824 становника изјашњавају као Руси (2.06% укупног броја становника), док руским језиком говори 14.731 становник (2.36% укупног броја становника).

## Поређење
|                     | Русија                                                                         | Црна Гора                                                                                                |
| ------------------- | ------------------------------------------------------------------------------ | --- |
| Становништво        | 146.267.288                                                                    | 620.029                                                                                                  |
| Површина            | 17.125.187                                                                     | 13.812 km²                                                                                               |
| Густина насељености | 8,4 /km²                                                                       | 45,27/km²                                                                                                |
| Пријестоница        | Москва                                                                         | Цетиње                                                                                                   |
| Највећи град        | Москва - 11.503.501 (14.837.510 шире подручје)                                 | Подгорица - 150.977 (185.937 шире подручје)                                                              |
| Облик владавине     | Полу-предсједничка република                                                   | Парламентарна република                                                                                  |
| Званични језик      | Руски                                                                          | Црногорски                                                                                               |
| Вјероисповијест     | 70% Православље, 9% Ислам, 2% остали хришћани, 19% остали                      | 72,07% Православље, 19,11% Ислам, 3,44% Католицизам, 5,38% остали                                        |
| Етничка структура   | 79,8% Руси, 3,8% Татари, 2% Украјинци, 1,2% Башкири, 1,1% Чуваши, 12,1% остали | 44,99% Црногорци, 29,02% Срби, 8,65% Бошњаци, 4,91% Албанци, 3,31% Муслимани, 0,97% Хрвати, 8,45% остали |
| БДП (по становнику) | 14.612 $ (2013)                                                                | 7.126 $ (2013)                                                                                           |